# Балає
Балає (пол. Bałaje) — село в Польщі, у гміні Любачів Любачівського повіту Підкарпатського воєводства.
Населення — 252 особи (2011).

## Назва
У 1977-1981 рр. в ході кампанії ліквідації українських назв Балаї перейменували на Ліпувка (пол. Lipówka).

## Історія
У 1975-1998 роках село належало до Перемишльського воєводства.

## Демографія
Демографічна структура станом на 31 березня 2011 року:
|          | Загалом | Допрацездатний вік | Працездатний вік | Постпрацездатний вік |
| -------- | ------- | ------------------ | ---------------- | -------------------- |
| Чоловіки | 121     | 22                 | 85               | 14                   |
| Жінки    | 131     | 23                 | 76               | 32                   |
| Разом    | 252     | 45                 | 161              | 46                   |